# Wendy Raquel Robinson
Wendy Raquel Robinson (* 25. července 1967, Los Angeles, Kalifornie, Spojené státy americké) je americká herečka. Proslavila se rolí ředitelky Piggy v sitocmu The Steve Harvey Show (1996–2002) a agentky Tashy Mack v sitcomu The Game (2006–2015).

## Životopis a kariéra
Robinson se narodila v Los Angeles. Navštěvovala Howardovu univerzitu, kde získala titul bakalář umění – drama. Poprvé si zahrála v roce 1993 v dílu seriálu Martin. Ten samý rok se ještě objevila v seriálech Thea a The Sindibad Show. Během let 1995 až 1996 hrála v sitcomu stanice NBC Minor Adjustments. Následující roli získala roli ředitelky Piggy v sitcomu The Steve Harvey Show, která se vysílala šest let. Poté, co seriál skončil, se objevila v komediálním seriálu Cedric the Entertainer Presents. Hostující role si zahrála v seriálech The Parkers, All of Us a Nové trable staré Christine. Zahrála si také v několika filmech The Walking Dead, Honička na playboye (1996), Pán ringu (1998), Dva do hry (2001) a Zpátky ve hře (2005). V roce 2002 hrála Miss Kalifornii ve filmu Slečna Drsňák.
V roce 2006 začala hrát roli Tashy Mack v komedii The Game. Po třech řadách byl seriál zrušen. Návrat seriálu byl oznámen v dubnu roku 2010. Seriál se vrátil na obrazovky se čtvrtou řadou dne 11. ledna 2011. Seriál skončil v roce 2015. V roce 2010 si také zahrála v seriálu Chirurgové. V roce 2014 byla obsazena do role Cruelly de Vill v televizním filmu stanice Disney Následníci. V roce 2017 se objevila ve filmu Hráči se smrtí a vedlejší roli měla v komediálním seriálu stanice ABC The Mayor.
V roce 2018 získala roli v komediálním dramatickém seriálu stanice ABC Grand Hotel.

## Osobní život
V roce 2003 se provdala za Marco Perkinse.

## Filmografie

### Film
| Rok  | Název                              | Role                          | Poznámky            |
| ---- | ---------------------------------- | ----------------------------- | ------------------- |
| 1994 | M.A.N.T.I.S.                       | Ndiaye, Hawkinsova asistentka | krátkometrážní film |
| 1995 | The Walking Dead                   | Celeste                       |                     |
| 1996 | Honička na playboye                | Gwen                          |                     |
| 1998 | Pán ringu                          | Starletta                     |                     |
| 2000 | Slečna Drsňák                      | Leslie Davis, Miss California |                     |
| 2001 | Dva do hry                         | Karen                         |                     |
| 2003 | With or Without You                | Serena                        |                     |
| 2003 | Zrádné vzpomínky                   | Natalie, kadeřnice            |                     |
| 2004 | Reflections: A Story of Redemption | Maya                          | krátkometrážní film |
| 2005 | Squirrel Man                       | Sonya Wendell                 | krátkometrážní film |
| 2005 | Zpátky ve hře                      | Jeanie Ellis                  |                     |
| 2006 | Něco nového                        | Cheryl                        |                     |
| 2008 | Peaches                            | Peaches                       |                     |
| 2009 | Contradictions of the Heart        | Kim                           |                     |
| 2010 | When the Lights Go Out             | Sheila                        |                     |
| 2011 | He's Mine Not Yours                | Sophia                        |                     |
| 2011 | 35 and Ticking                     | Callise                       |                     |
| 2014 | Revival!                           |                               |                     |
| 2015 | Chasing Yesterday                  | Susan                         |                     |
| 2015 | Mysterious Ways                    | Marilyn                       |                     |
| 2016 | A Weekend with the Family          | Nip Stankershet               |                     |
| 2016 | Boy Bye                            | Veronica Love                 |                     |
| 2016 | Sugar                              | Mimi                          | krátkometrážní film |
| 2016 | Grandma's House                    | Cynthia                       |                     |
| 2017 | Hráči se smrtí                     | Sophie matky                  |                     |

### Televize
| Rok       | Název                           | Role                       | Poznámky                                 |
| --------- | ------------------------------- | -------------------------- | ---------------------------------------- |
| 1992      | The New WKRP in Cincinnati      | Stacey                     | díl: „Strange Bedfellows“                |
| 1993      | Martin                          | Vanessa Tucker             | díl: „Really, Gina's Not My Lover“       |
| 1993      | The Sinbad Show                 | Yvette                     | díl: „Pilot“                             |
| 1993      | Thea                            | Patrice Washington         | díl: „Artie's Party“                     |
| 1994      | Snílek                          | Tiffany                    | díl: „The Homecoming Queen“              |
| 1994      | Me and the Boys                 | Amelia                     | díl: „Pilot“                             |
| 1994      | M.A.N.T.I.S.                    | Ndiaye                     | TV film                                  |
| 1994      | Sisters                         | Manekína                   | díl: „Scandalous“                        |
| 1995      | The Watcher                     |                            | díl: „Pilot“                             |
| 1995      | Vanishing Son                   | Linda                      | díl: „Long Ago and Far Away“             |
| 1995–96   | Minor Adjustments               | Rachel Aims                | hlavní role, 20 dílů                     |
| 1996      | Policie New York                | Lucy Kinley                | 2 díly                                   |
| 1996–2002 | The Steve Harvey Show           | ředitelka Regina Grier     | hlavní role, 122 dílů                    |
| 1998      | Getting Personal                | Kaylene                    | 3 díly                                   |
| 2000–2002 | Baby Blues                      | Josie (hlas)               | 2 díly                                   |
| 2002      | A Baby Blues Christmas Special  | Josie/Madge (hlas)         | TV film                                  |
| 2002      | Ano, drahoušku                  | Andrea                     | díl: „Greg's New Friend“                 |
| 2002      | Cedric the Entertainer Presents | Různé postavy              | hlavní role, 18 dílů                     |
| 2002      | The Proud Family                | Leslie Parker (hlas)       | díl: „Behind Family Lines“               |
| 2003      | The Parkers                     | Dr. Shepherd               | díl: „The Accidental Therapist“          |
| 2004–2005 | All of Us                       | Sarah Willis               | 3 díly                                   |
| 2006      | Nové trable staré Christine     | Anita                      | díl: „To druhé sprosté slovo“            |
| 2006      | Girlfriends                     | Tasha                      | díl: „The Game“                          |
| 2006–2015 | The Game                        | Tasha Mack                 | hlavní role, 143 dílů                    |
| 2007      | Griffinovi                      | Bernice (hlas)             | díl: „Věřte, nevěřte, Joe má našlápnuto“ |
| 2010      | Chirurgové                      | strážník Gina Thompson     | díl: „Smrti paní Clarkové“               |
| 2010–2011 | Glenn Martin DDS                | profesor Randall/kadeřnice | 2 díly                                   |
| 2012      | Malibu Country                  | Joan                       | díl: „Pilot“                             |
| 2015      | Následníci                      | Cruella de Vil             | TV film                                  |
| 2016      | Here We Go Again                | Loretta Walker             | hlavní role, 3 díly                      |
| 2017      | The Mayor                       | Krystal                    | vedlejší role, 3 díly                    |
| 2017      | Detroiters                      |                            | díl: „Sam the Man“                       |
| 2018      | Dear White People               | Tina White                 | díl: „Volume 2: Chapter IX“              |
| 2019      | Grand Hotel                     | Mrs. P                     | hlavní role                              |

## Ocenění a nominace
| Rok  | Ocenění            | Kategorie                                                     | Seriál                          | Výsledek  |
| ---- | ------------------ | ------------------------------------------------------------- | ------------------------------- | --------- |
| 2000 | NAACP Image Awards | Nejlepší výkon herečky v komediálním seriálu ve vedlejší roli | The Steve Harvey Show           | nominace  |
| 2001 | NAACP Image Awards | Nejlepší výkon herečky v komediálním seriálu v hlavní roli    | The Steve Harvey Show           | nominace  |
| 2002 | NAACP Image Awards | Nejlepší výkon herečky v komediálním seriálu v hlavní roli    | The Steve Harvey Show           | nominace  |
| 2003 | NAACP Image Awards | Nejlepší výkon herečky v komediálním seriálu ve vedlejší roli | Cedric the Entertainer Presents | nominace  |
| 2008 | NAACP Image Awards | Nejlepší výkon herečky v komediálním seriálu ve vedlejší roli | The Game                        | nominace  |
| 2009 | NAACP Image Awards | Nejlepší výkon herečky v komediálním seriálu ve vedlejší roli | The Game                        | nominace  |
| 2010 | NAACP Image Awards | Nejlepší výkon herečky v komediálním seriálu ve vedlejší roli | The Game                        | nominace  |
| 2012 | NAACP Image Awards | Nejlepší výkon herečky v komediálním seriálu v hlavní roli    | The Game                        | nominace  |
| 2013 | NAACP Image Awards | Nejlepší výkon herečky v komediálním seriálu v hlavní roli    | The Game                        | nominace  |
| 2014 | NAACP Image Awards | Nejlepší výkon herečky v komediálním seriálu v hlavní roli    | The Game                        | vítězství |
| 2015 | NAACP Image Awards | Nejlepší výkon herečky v komediálním seriálu v hlavní roli    | The Game                        | nominace  |